# AF-borgen

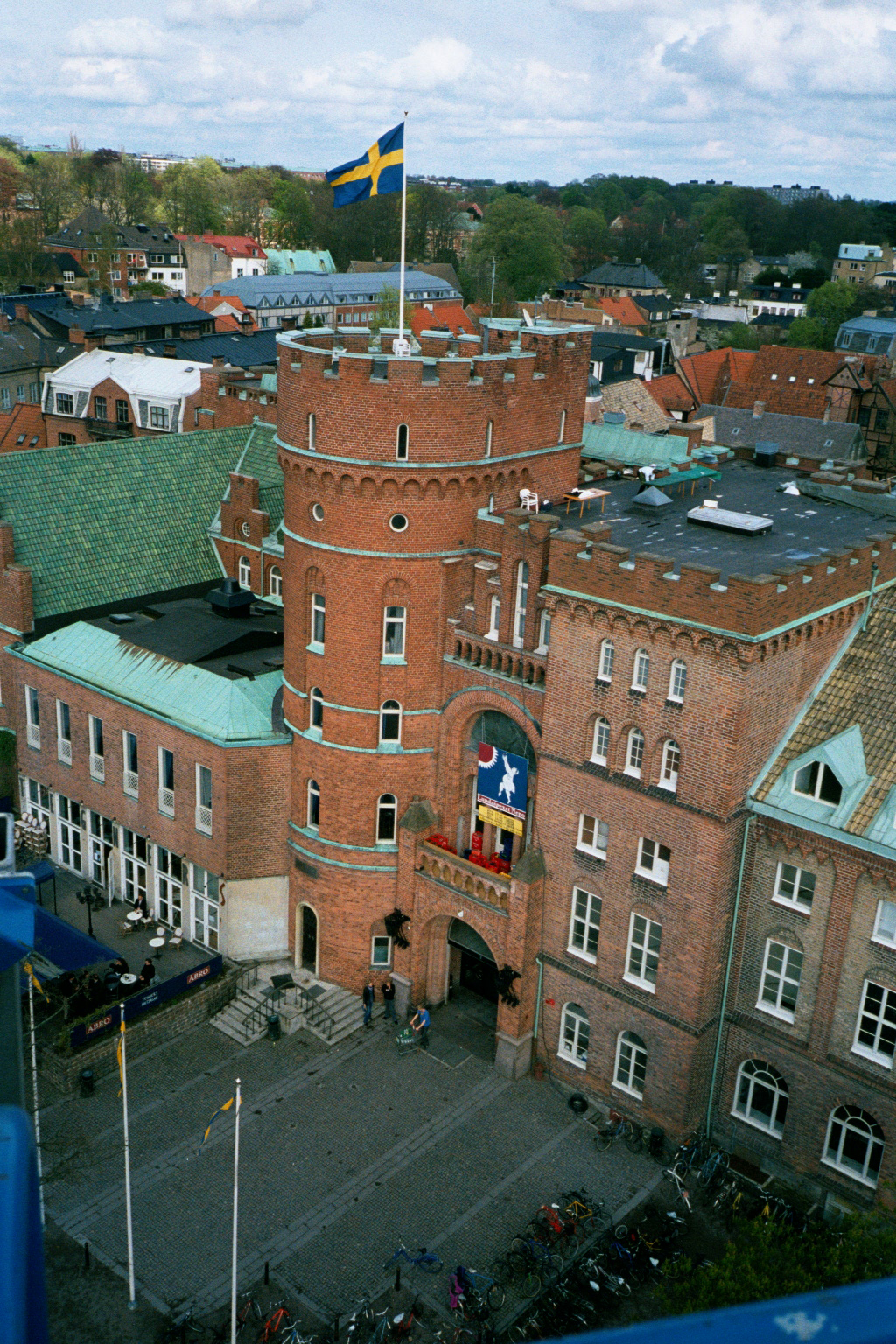
AF-borgens huvudentré, 2002

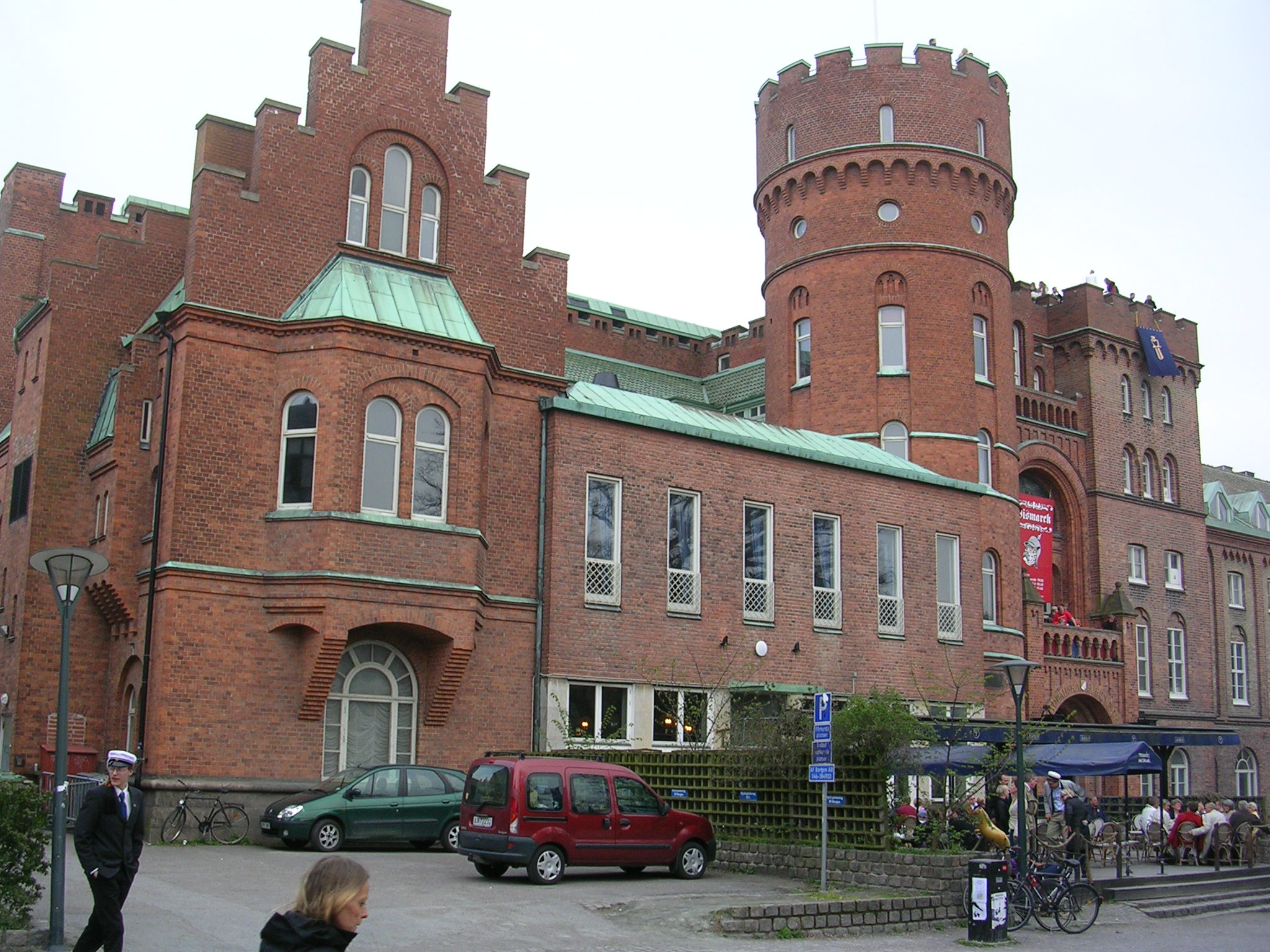
AF-borgen i dag, sedd från väster.

AF-borgen, eller Akademiska Föreningens hus, är en byggnad i parken Lundagård som sedan byggnationen varit navet i det akademiska hjulet i Lund.
I AF-borgen finns fest- och samlingssalar, föreningslokaler för ett 40-tal organisationer, AF:s administration samt Tegnérs matsalar (kända för kryddgrönt) och det återuppståndna Café Athen.
AF-borgen ägs av AF-Borgen Aktiebolag som i sin tur kontrolleras av Akademiska Föreningen.

## AF-borgens användning idag
AF-borgens syfte är att vara en mötesplats för studentlivet, det akademiska livet och omgivande samhälle kring Lund. Användningen har ökat över de senare åren och är i dag en livfull plats med aktivitet mer eller mindre dygnet runt. Merparten av evenemangen i huset står ett 60-tal studentorganisationer för men borgen är öppen för alla att hyra.
Café Athen och den tidigare bokhandeln är studieplatser under dagtid. I Athen är det flera gånger per vecka på kvällstid publik verksamhet i studentorganisationers regi, som studentaftnar och seminarier med Utrikespolitiska Föreningen.
Stora Salen är den största samlingslokalen i centrala Lund med plats för 750 sittande i publik. Salen används för större evenemang som studentaftnar, Lunds universitets doktorspromotion, middagar, novischfester, studentspex, hälsningsgille, kongresser med mera.
Den mindre konsertsalen används för scenverksamhet, möten och föreläsningar.
Festvåningen består av jugendsalen Lilla salen och Nya Fest och är flitigt använd för middagar och bröllop men också för möten.
Sångsalen med intilliggande Notrummet är Lunds studentsångförenings tidigare repetitionslokal från 1868, men används numera för bland annat bröllop och disputationsfester.
Övre Athen-sviten med de tre rummen Övre Athen, Munckska rummet och Zetterwallska rummet ligger i anslutning Stora Salen och används som representationsyta. 
Mötesvåningen med Kerstins rum, VD-rummet, Edilkammare och Ombudsmannarummet renoverades 2014 och är mötesrum för 12-50 personer.
I tornet intill den nuvarande entrén huserar även Lundaspexarna och Tidningen Lundagård. 
I källarplan finns Källarsalen som används som repetitionslokal för scenverksamheter och för möten, föreläsningar och fester.
Studentlivsvåningens kontorsytor samlar AF:s centrala administration och verksamheter, kuratorskollegiet, Lunds universitets studentkårer, Bopoolen, Kreditkassan, Doktorandkåren, samt StudentLundskoordinatorn.

## Historik
Akademiska Föreningen bildades 1830 och köpte samma år en tomt vid Sandgatan mitt i Lund. Tomten hade tidigare ägts av bokhandlare Sylvan och på den gård som låg på tomten, Sylwanska gården, hade han en bokhandel. Sylwanska gårdens bostadshus blev AF:s föreningshus under de första decenniet.
1846 togs beslut om byggande av ett större föreningshus på samma plats. Det nya huset ritades av arkitekten Hans Jakob Strömberg i romansk stil 1848 och uppfördes 1850-1851. Sylwanska gården såldes och flyttades till Råbygatan i den dåvarande södra delen av staden.

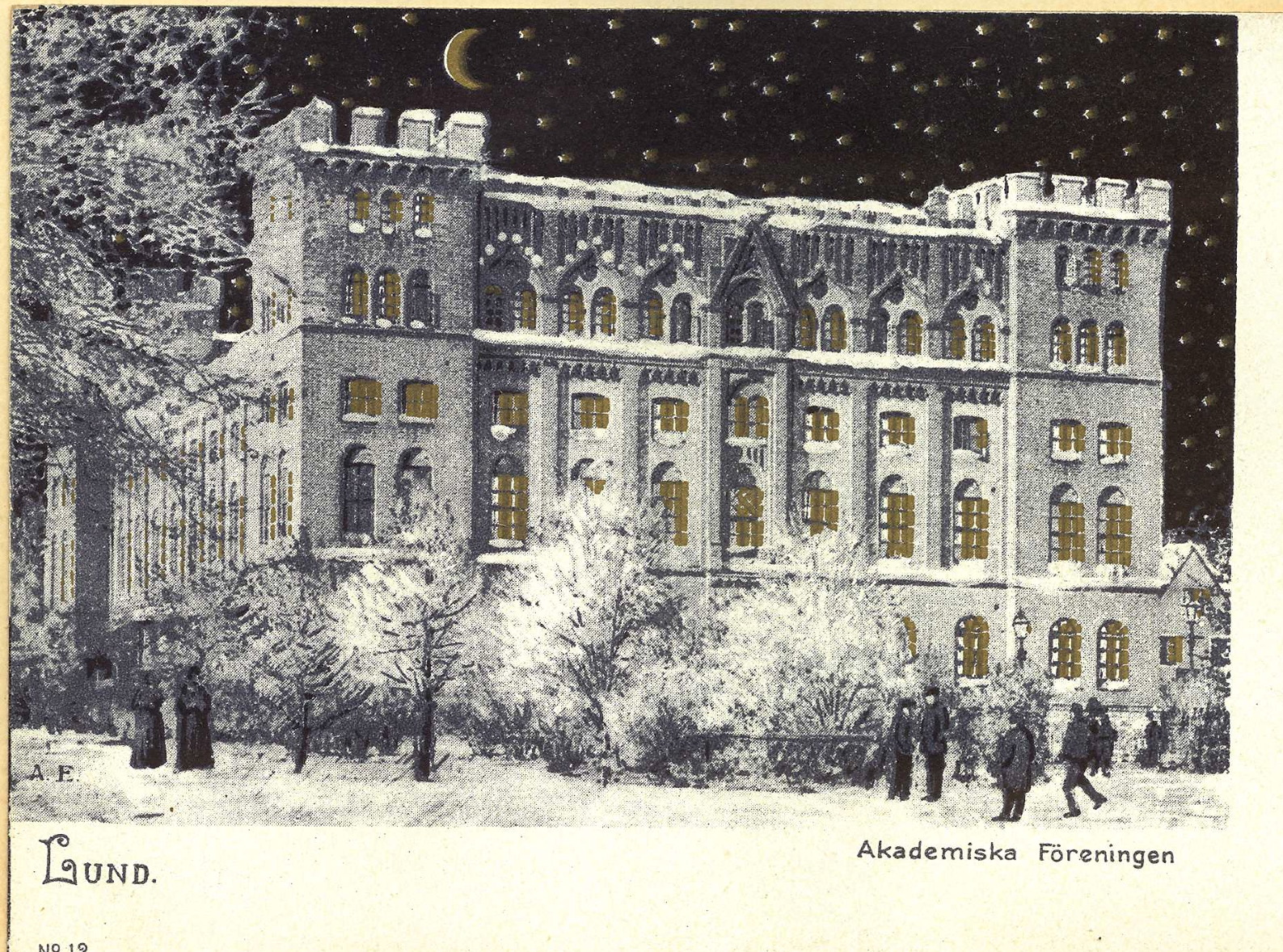
AF-borgen (sedd från söder) i vinterskrud på ett vykort från 1900-talets början

Den första utbyggnaden ägde rum 1868 vid Sankt Annegatan norr om den ursprungliga byggnaden. Det var en tvåvåningsbyggnad som bland annat inrymde en sångsal. På 1880-talet upprättade Helgo Zettervall ett förslag där byggnaden skulle stå som pendang till universitetsbyggnaden. Han ritade därför en direkt spegelbild av Strömbergs fasad mot Sandgatan, där en ny huvudingång skulle skapas mitt för universitetets huvudentré. Detta förslag genomfördes dock aldrig. Under åren 1909–1911 uppfördes efter ritningar av Fredrik Sundbärg en nybyggnad i norr. Denna del hade en trappgavelförsedd risalit med burspråk och ett runt sexvåningstorn i söder, vilket anslöt till den ursprungliga byggnaden. Mellan det nya tornet och Strömbergs nordvästtorn skapades en gemensam huvudingång med ett indraget portalparti och en trappgavel överst. Här tillkom något senare även en bronsrelief av Axel Ebbe, vilken sägs föreställa "en sven med ande het som stormar i landsvägens damm att fånga målet han icke vet".
År 1946 utbyggdes Sundbärgs flygel efter ritningar av Hans Westman, varigenom restaurangen erhöll nya lokaler mellan risaliten och det runda tornet. År 1947 tillkom ett studentbostadshus, även detta av Westman, norr om sångsalsbyggnaden vid Sankt Annegatan. Dessa om- och tillbyggnader har skapat ett myller av rum, trappor och prång, vilket gett huset ett av dess smeknamn, nämligen Labyrinten. Någon exakt uppgift om antalet rum har, trots flera seriösa försök, aldrig kunnat åstadkommas.
Tre omfattande renoveringar (1951, 1993 och 2019-2020) har gjort att lokalerna är moderna, men på många ställen med bibehållen 1800-talskänsla. I vissa delar, till exempel Stora Salen, utplånades dock den ursprungliga inredningen totalt vid ombyggnaden 1951.